# Stéphanie Foretz
Stéphanie Foretz (Issy-les-Moulineaux, 3 mei 1981) is een voormalig professioneel tennisspeelster uit Frankrijk.
Foretz kwam voor het eerst in aanraking met de tennissport op 8-jarige leeftijd. Haar favoriete ondergrond is hardcourt. Zij speelt rechtshandig en heeft een tweehandige backhand. Zij werd gecoacht door Benoit Gacon, met wie zij op 12 juli 2010 in het huwelijk trad. Daarna gebruikte zij de naam Stéphanie Foretz-Gacon, tot en met Roland Garros 2014. Vanaf Wimbledon 2014 schreef zij zich op toernooien weer met haar eigen naam in. Zij was actief in het proftennis van 1997 tot en met 2016.

## Loopbaan
In haar jeugdcarrière won zij de Europese Eindejaarskampioenschappen in 1999 en wist zij in datzelfde jaar de finale van het jeugdtoernooi van Roland Garros te halen.
Foretz heeft geen WTA-toernooi gewonnen. Wel won zij negen titels in het enkelspel in het ITF-circuit. In het dubbelspel bereikte zij tweemaal een WTA-finale: in Antwerpen in 2006 samen met de Nederlandse Michaëlla Krajicek, en in Straatsburg in 2009 samen met Française Claire Feuerstein.
Haar beste enkelspelresultaat op de grandslamtoernooien is het bereiken van de derde ronde, op het US Open van 2002. Haar hoogste notering op de WTA-ranglijst enkelspel is de 62e plaats, die zij bereikte in februari 2003.
Haar beste dubbelspelresultaat op de grandslamtoernooien is het bereiken van de kwartfinale, op het US Open van 2007, samen met de (toenmalig) Russin Jaroslava Sjvedova. Haar hoogste notering op de WTA-ranglijst dubbelspel is de 42e plaats, die zij bereikte in mei 2008.

## Posities op deWTA-ranglijst
Positie per einde seizoen:
| jaar | rang enkelspel | rang dubbelspel |
| ---- | -------------- | --------------- |
| 1997 | 773            | 781             |
| 1998 | 280            | 386             |
| 1999 | 188            | 615             |
| 2000 | 156            | 182             |
| 2001 | 127            | 175             |
| 2002 | 79             | 206             |
| 2003 | 100            | 116             |
| 2004 | 93             | 185             |
| 2005 | 94             | 173             |
| 2006 | 117            | 74              |
| 2007 | 135            | 68              |
| 2008 | 115            | 88              |
| 2009 | 146            | 144             |
| 2010 | 171            | 124             |
| 2011 | 101            | 180             |
| 2012 | 101            | 94              |
| 2013 | 159            | 96              |
| 2014 | 232            | 183             |
| 2015 | 176            | 111             |
| 2016 | 354            | 263             |

## Palmares
| Legenda                | Legenda                  |
| ---------------------- | ------------------------ |
| Grandslamtoernooi      |                          |
| Olympische Spelen      |                          |
| Year-End Championships |                          |
| tot 2009               | 2009 – 2020 / vanaf 2021 |
| Tier I                 | Premier Mandatory        |
| Tier II                | Premier Five / WTA 1000  |
| Tier III               | Premier / WTA 500        |
| Tier IV & V            | International / WTA 250  |
|                        | Challenger / WTA 125     |

### WTA-finaleplaatsen enkelspel
geen

### WTA-finaleplaatsen vrouwendubbelspel
| nr.              | finaledatum | toernooi        | ondergrond | partner            | tegenstandsters                  | score    |         |
| ---------------- | ----------- | --------------- | ---------- | ------------------ | -------------------------------- | -------- | ------- |
| gewonnen finales |             |                 |            |                    |                                  |          |         |
| geen             |             |                 |            |                    |                                  |          |         |
| verloren finales |             |                 |            |                    |                                  |          |         |
| 1.               | 2006-02-19  | WTA Antwerpen   | tapijt (i) | Michaëlla Krajicek | Dinara Safina Katarina Srebotnik | 1-6, 1-6 | details |
| 2.               | 2009-05-24  | WTA Straatsburg | gravel     | Claire Feuerstein  | Nathalie Dechy Mara Santangelo   | 0-6, 1-6 | details |

## Resultaten grandslamtoernooien
| Legenda | Legenda                          |
| ------- | -------------------------------- |
| g.t.    | geen toernooi gehouden           |
| l.c.    | lagere categorie                 |
| –       | niet deelgenomen                 |
| G       | uitgeschakeld in de groepsfase   |
| 1R      | uitgeschakeld in de eerste ronde |
| 2R      | uitgeschakeld in de tweede ronde |
| 3R      | uitgeschakeld in de derde ronde  |
| 4R      | uitgeschakeld in de vierde ronde |
| KF      | uitgeschakeld in de kwartfinale  |
| HF      | uitgeschakeld in de halve finale |
| F       | de finale verloren               |
| W       | het toernooi gewonnen            |
| w-v     | winst/verlies-balans             |

### Enkelspel
| toernooi        | 1999 | 2000 | 2001 | 2002 | 2003 | 2004 | 2005 | 2006 | 2007 | 2008 | 2009 | 2010 | 2011 | 2012 | 2013 |    | 2015 |
| --------------- | ---- | ---- | ---- | ---- | ---- | ---- | ---- | ---- | ---- | ---- | ---- | ---- | ---- | ---- | ---- | -- | ---- |
| Australian Open | –    | –    | –    | –    | 2R   | 1R   | 1R   | 1R   | 1R   | –    | –    | –    | –    | 2R   | 2R   | 1R |      |
| Roland Garros   | 1R   | 2R   | 1R   | 1R   | 2R   | 2R   | 1R   | 1R   | 1R   | 1R   | 1R   | 1R   | 1R   | 2R   | 1R   | –  |      |
| Wimbledon       | –    | –    | 1R   | 1R   | 1R   | 2R   | 2R   | 1R   | –    | 1R   | 1R   | –    | 1R   | 2R   | –    | –  |      |
| US Open         | –    | –    | –    | 3R   | 1R   | 2R   | 1R   | 1R   | –    | –    | –    | –    | 1R   | 1R   | –    | –  |      |

### Vrouwendubbelspel
| toernooi        | 1999 | 2000 | 2001 | 2002 | 2003 | 2004 | 2005 | 2006 | 2007 | 2008 | 2009 | 2010 | 2011 | 2012 | 2013 | 2014 | 2015 | 2016 |
| --------------- | ---- | ---- | ---- | ---- | ---- | ---- | ---- | ---- | ---- | ---- | ---- | ---- | ---- | ---- | ---- | ---- | ---- | ---- |
| Australian Open | –    | –    | –    | –    | –    | 1R   | –    | 3R   | 1R   | 2R   | –    | –    | –    | 2R   | 1R   | –    | –    | –    |
| Roland Garros   | 1R   | 2R   | 1R   | 2R   | 1R   | 1R   | 1R   | 1R   | 2R   | 1R   | 1R   | 1R   | 1R   | 2R   | 1R   | 1R   | 2R   | 1R   |
| Wimbledon       | –    | –    | –    | –    | –    | –    | –    | 1R   | 2R   | 1R   | –    | –    | –    | 2R   | 2R   | –    | –    | –    |
| US Open         | –    | –    | –    | –    | –    | –    | 1R   | –    | KF   | 3R   | –    | –    | –    | 1R   | –    | –    | –    | –    |

### Gemengd dubbelspel
| Australian Open | –  | –  | –  | –  | –  | –  | –  |
| Roland Garros   | 1R | 1R | 1R | 2R | 1R | 1R | 1R |
| Wimbledon       | –  | –  | –  | –  | –  | –  | –  |
| US Open         | –  | –  | –  | –  | –  | –  | –  |